# Puget-Ville
Pour les articles homonymes, voir Puget (homonymie).
Puget-Ville est une commune française située dans le département du Var en région Provence-Alpes-Côte d'Azur. Elle appartient au canton de Cuers. Ses habitants sont appelés les Pugétois.

## Géographie

### Localisation

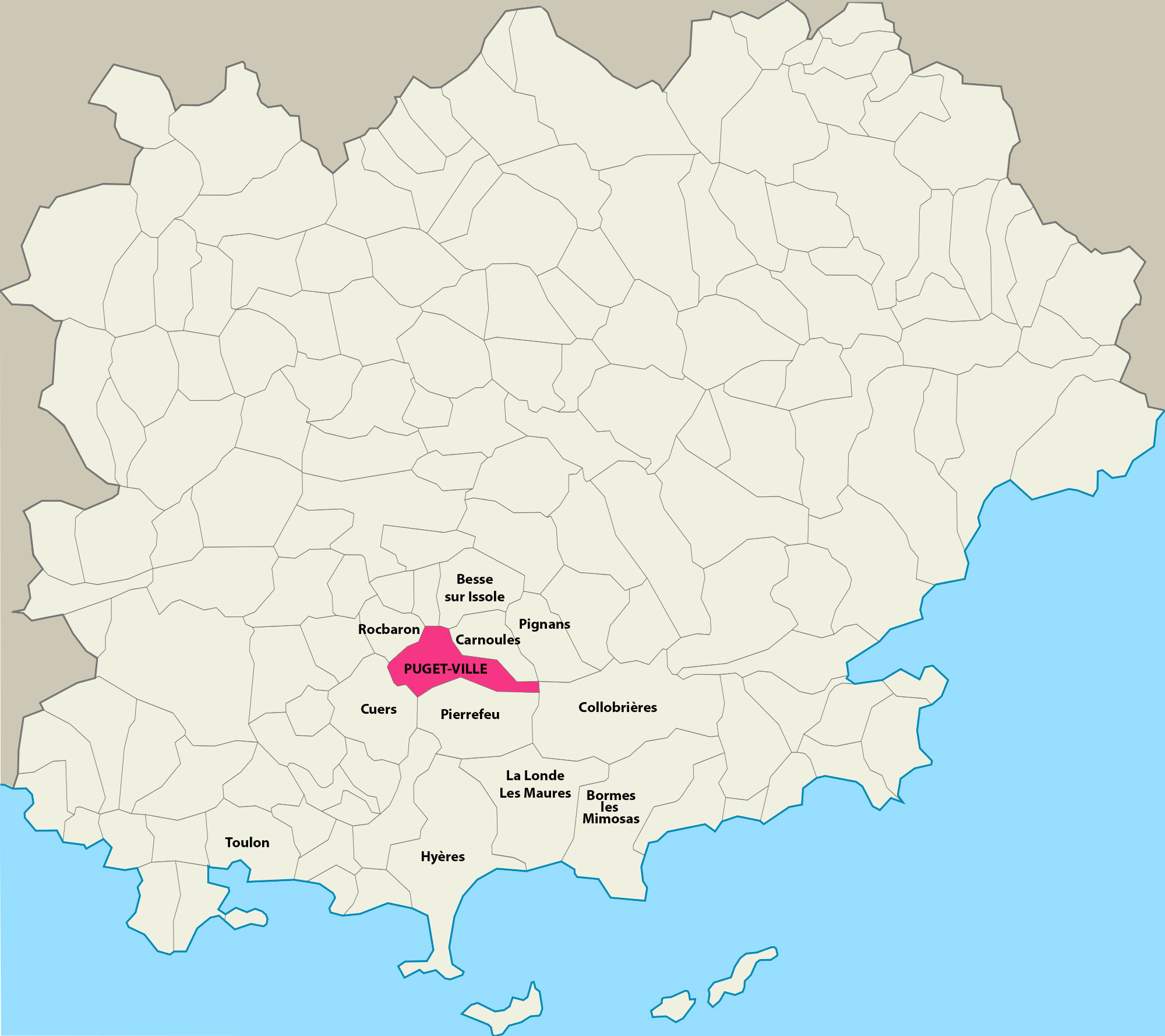
Carte du Var situant la commune de Puget-Ville.

Premier village rural à l'est de Toulon, la commune s'étend dans une plaine fertile à 180 mètres d'altitude au carrefour des routes de Toulon au Luc (RD 97) et de Hyères à Brignoles (RD 12).
Par la route, Puget-Ville est à égale distance (30 km) du littoral, du Centre-Var et de l'agglomération Toulon-Hyères.

### Géologie et relief
La superficie de la commune est de 3 683 hectares ; l'altitude varie entre 87 et 572 mètres.
La commune se compose de 163,67 hectares de territoires artificialisés (4,41 %), 1 873,06 hectares de territoires agricoles (50,46 %) et 1 675,27 hectares de forêts et milieux semi-naturels (45,13 %).
Espaces naturels :
- Un espace protégé Natura 2000 :

La plaine et le massif des Maures.
- Une zone naturelle d'intérêt écologique, faunistique et floristique (Znieff) :

Massif des Maures.
Aérodrome de Cuers-Pierrefeu et Pleine de Puget.
Barres et collines de Rocbaron et de Carnoules.
La commune est membre du projet de "Géopark Maures- Esterel". Outre les 47 communes situées dans le strict périmètre du projet, 24 sont en périphérie du territoire candidat constituant les portes d'entrée du Géopark et sont partenaires du projet.

### Morphologie urbaine
La commune, à l'ouest de la forêt du massif des Maures, est composée de hameaux : la Foux, le Canadel, la Ruol (basse et haute), Les Ferrières, le Mas de Brun, la Haute Ville, le Mas de Blanc, le Mas de Caudière ainsi que de lieux-dits dans la plaine comme sur la colline.

### Hydrographie et les eaux souterraines
La commune de Puget-Ville est traversée par plusieurs ruisseaux, , affluents du Réal Martin :
- ruisseau de Carnoules ;
- ruisseau de la Pességuière.

### Communes limitrophes
| Rocbaron | Besse-sur-Issole, Sainte-Anastasie-sur-Issole | Carnoules                                  |
| Cuers    | Puget-Ville                                   | Collobrières, Pignans (par un quadripoint) |
| Cuers    | Pierrefeu-du-Var                              | Pierrefeu-du-Var                           |

### Climat
Pour des articles plus généraux, voir Climat de Provence-Alpes-Côte d'Azur et Climat du Var.
En 2010, le climat de la commune est de type climat méditerranéen franc, selon une étude du Centre national de la recherche scientifique s'appuyant sur une série de données couvrant la période 1971-2000. En 2020, Météo-France publie une typologie des climats de la France métropolitaine dans laquelle la commune est exposée à un climat méditerranéen et est dans une zone de transition entre les régions climatiques « Provence, Languedoc-Roussillon » et « Var, Alpes-Maritimes ». 
Pour la période 1971-2000, la température annuelle moyenne est de 14,5 °C, avec une amplitude thermique annuelle de 15,8 °C. Le cumul annuel moyen de précipitations est de 827 mm, avec 6,4 jours de précipitations en janvier et 1,8 jours en juillet. Pour la période 1991-2020, la température moyenne annuelle observée sur la station météorologique de Météo-France la plus proche, « Cuers », sur la commune de Cuers à 8 km à vol d'oiseau, est de 15,5 °C et le cumul annuel moyen de précipitations est de 778,9 mm. 
La température maximale relevée sur cette station est de 41,3 °C, atteinte le 5 août 2017 ; la température minimale est de −9,3 °C, atteinte le 11 février 2012,,. 
Les paramètres climatiques de la commune ont été estimés pour le milieu du siècle (2041-2070) selon différents scénarios d'émission de gaz à effet de serre à partir des nouvelles projections climatiques de référence DRIAS-2020. Ils sont consultables sur un site dédié publié par Météo-France en novembre 2022.

### Voies de communication et transports

#### Voies routières
La commune est reliée à Toulon via l'autoroute A57 ( 10) et via l'autoroute A8 à Nice ( 13 Le Cannet-des-Maures) et Aix-en-Provence ( 35 Brignoles).

#### Transport ferroviaire
Les gares les plus proches sont celles de Puget-Ville ou Carnoules situées à 5 km, elles-mêmes à 25 km de la gare de Toulon.

#### Transport aérien
Puget-Ville est située à 30 km de l'aéroport de Toulon-Hyères, 120 km de l'aéroport de Marseille-Marignane (120 km) et 120 km de l'aéroport de Nice-Côte d'Azur.

## Urbanisme

### Typologie
Au 1er janvier 2024, Puget-Ville est catégorisée bourg rural, selon la nouvelle grille communale de densité à sept niveaux définie par l'Insee en 2022.
Elle appartient à l'unité urbaine de Puget-Ville, une unité urbaine monocommunale constituant une ville isolée,. Par ailleurs la commune fait partie de l'aire d'attraction de Toulon, dont elle est une commune de la couronne,. Cette aire, qui regroupe 35 communes, est catégorisée dans les aires de 200 000 à moins de 700 000 habitants,.

### Occupation des sols
L'occupation des sols de la commune, telle qu'elle ressort de la base de données européenne d’occupation biophysique des sols Corine Land Cover (CLC), est marquée par l'importance des territoires agricoles (50,4 % en 2018), une proportion sensiblement équivalente à celle de 1990 (50,6 %). La répartition détaillée en 2018 est la suivante : 
cultures permanentes (45,1 %), forêts (24,6 %), milieux à végétation arbustive et/ou herbacée (20,7 %), zones agricoles hétérogènes (5,3 %), zones urbanisées (3,3 %), zones industrielles ou commerciales et réseaux de communication (1,1 %). L'évolution de l’occupation des sols de la commune et de ses infrastructures peut être observée sur les différentes représentations cartographiques du territoire : la carte de Cassini (XVIIIe siècle), la carte d'état-major (1820-1866) et les cartes ou photos aériennes de l'IGN pour la période actuelle (1950 à aujourd'hui).

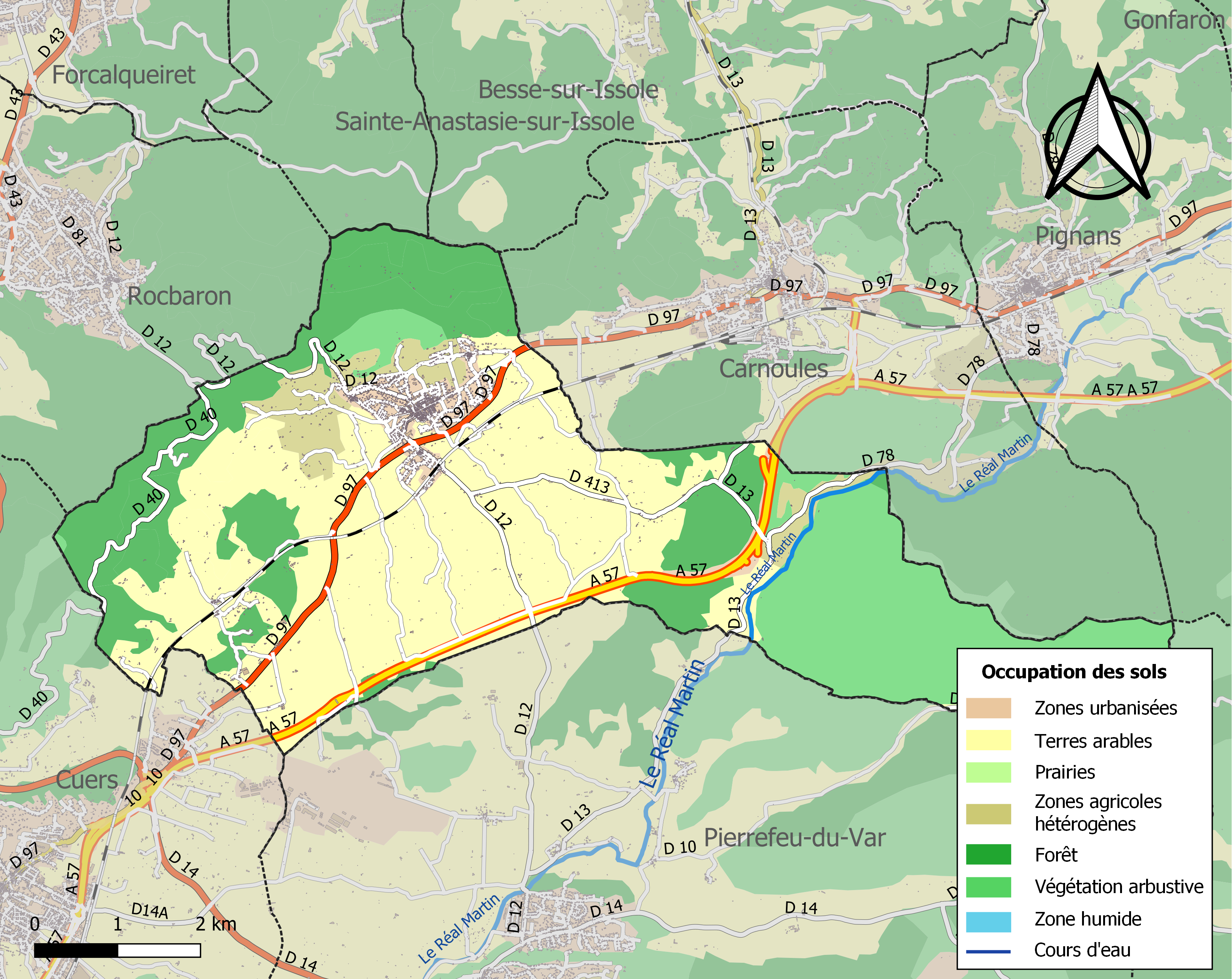
Carte des infrastructures et de l'occupation des sols de la commune en 2018 (CLC).

Puget-Ville dispose d'un plan local d'urbanisme en vigueur depuis le 21 juin 2017,.
La commune bénéficie en outre du Schéma de cohérence territoriale de la Communauté de communes Cœur du Var.

### Logement
En 2009, le nombre total de logements dans la commune était de 1 779, alors qu'il était de 1 442 en 1999.
Parmi ces logements, 85,2 % étaient des résidences principales, 6,0 % des résidences secondaires et 8,8 % des logements vacants. Ces logements étaient pour 77,1 % d'entre eux des maisons individuelles et pour 22,4 % des appartements.
La proportion des résidences principales, propriétés de leurs occupants était de 66,9 %, en légère baisse par rapport à 1999 (69,2 %). La part de logements HLM loués vides (logements sociaux) était de 0,1 % comme en 1999.

### Projets d'aménagements
- Halte multimodale aux abords de la route départementale 97[27],
- Restauration du site de la ville haute.

## Toponymie
L’ancien village au sein duquel a été construit la chapelle Saint-Philomène était couramment appelé Ville ou "Vilo", puis Haute-Ville.
À partir du XIe siècle, les familles ont migré vers la plaine, pour obtenir plus d'espace, de terres fertiles et d'eau. La plaine s’appelait Vilo. À cette époque, Puget n'avait pas encore de nom. On l'appelait le Puget près de Toulon, le Puget de Cuers ou le Puget près de Cuers, Puget est alors considérée comme une banlieue de Toulon ou de Cuers.
Le toponymiste Ernest Nègre cite de Poieto en 1060 et de Pugeto en 1096
Le toponyme Puget est aussi le diminutif occitan de Puech ou Puig qui signifie « puy » et correspondent à mont dans la langue d'oïl.
En 1793, la commune est créée sous le nom de Puget, puis renommée Puget-lès-Toulon en 1801 et Puget-après-Cuers avant de prendre le nom de Puget-Ville en 1867.

## Histoire
À l’origine, le village s’élevait plus à l’ouest à flanc de colline et surplombait la plaine. En 1060, un prieuré, dénommé aujourd’hui chapelle Ste Philomène, y est clairement désigné dans les cartulaires de l’Abbaye Saint-Victor de Marseille.
Les bourgs castraux :
- bourg castral de Ravanerias (?), lieu-dit Saint-Adrien[34],
- bourg castral de Puget, lieu-dit Haute Ville (la)[35].

En 1248, Puget est compris dans la liste des biens domaniaux de Charles Ier d'Anjou.

## Politique et administration

### Administration municipale
Le nombre d'habitants au dernier recensement étant compris entre 2 500 et 3 499, le nombre de membres du conseil municipal est de 27.

### Liste des maires
| Période   | Période   | Identité                                                                                                   | Étiquette | Qualité                                                             |
| --------- | --------- | --- | --------- | ------------------------------------------------------------------- |
| 1982      | mars 1989 | Pierre Brunet. Depuis 1982, trois maires se sont succédé : Pierre Brunet, Max Bastide et Catherine Altare. |           |                                                                     |
| mars 1989 | 1990      | Max Bastide                                                                                                | PCF       |                                                                     |
| 1990      | juin 1995 | Pierre Brunet                                                                                              |           |                                                                     |
| juin 1995 | mars 2014 | Max Bastide                                                                                                | PCF       | Retraité 1er vice-président de la CC Cœur du Var (? → 2014)         |
| mars 2014 | En cours  | Catherine Altare                                                                                           | DVD       | Salariée agricole 2e vice-présidente de la CC Cœur du Var (2014 → ) |

### Instances judiciaires et administratives
Puget-Ville relève du tribunal d'instance de Toulon, du tribunal de grande instance de Toulon, de la cour d'appel d'Aix-en-Provence, du tribunal pour enfants de Toulon, du conseil de prud'hommes de Toulon, du tribunal de commerce de Toulon, du tribunal administratif de Toulon et de la cour administrative d'appel de Marseille.

### Intercommunalité
La commune fait partie de la communauté de communes Cœur du Var qui regroupe onze communes : Besse-sur-Issole, Cabasse, Le Cannet-des-Maures, Carnoules, Flassans-sur-Issole, Gonfaron, Le Luc, Les Mayons, Pignans, Puget-Ville, Le Thoronet.

### Politique environnementale
Puget-Ville dispose d'une station d'épuration d'une capacité de 4 200 équivalent-habitants,.
La candidature de la commune a été retenue pour participer au dispositif « Un million d’arbres plantés dans la région Sud ».

### Jumelages
Au 4 juillet 2013, Puget-Ville est jumelée avec :
- Roccaforte Mondovi (Italie) depuis 1997.

## Population et société

### Démographie
L'évolution du nombre d'habitants est connue à travers les recensements de la population effectués dans la commune depuis 1793. Pour les communes de moins de 10 000 habitants, une enquête de recensement portant sur toute la population est réalisée tous les cinq ans, les populations de référence des années intermédiaires étant quant à elles estimées par interpolation ou extrapolation. Pour la commune, le premier recensement exhaustif entrant dans le cadre du nouveau dispositif a été réalisé en 2006.

En 2022, la commune comptait 4 568 habitants, en évolution de +7,86 % par rapport à 2016 (Var : +4,98 %, France hors Mayotte : +2,11 %).
| 1793  | 1800  | 1806  | 1821  | 1831  | 1836  | 1841  | 1846  | 1851  |
| ----- | ----- | ----- | ----- | ----- | ----- | ----- | ----- | ----- |
| 1 550 | 1 489 | 1 520 | 1 796 | 1 770 | 1 796 | 1 771 | 1 870 | 1 955 |

| 1856  | 1861  | 1866  | 1872  | 1876  | 1881  | 1886  | 1891  | 1896  |
| ----- | ----- | ----- | ----- | ----- | ----- | ----- | ----- | ----- |
| 2 032 | 2 078 | 2 197 | 2 296 | 2 387 | 2 015 | 1 695 | 1 691 | 1 665 |

| 1901  | 1906  | 1911  | 1921  | 1926  | 1931  | 1936  | 1946  | 1954  |
| ----- | ----- | ----- | ----- | ----- | ----- | ----- | ----- | ----- |
| 1 679 | 1 567 | 1 588 | 1 517 | 1 617 | 1 634 | 1 605 | 1 587 | 1 662 |

| 1962  | 1968  | 1975  | 1982  | 1990  | 1999  | 2006  | 2011  | 2016  |
| ----- | ----- | ----- | ----- | ----- | ----- | ----- | ----- | ----- |
| 1 628 | 1 755 | 1 819 | 2 115 | 2 591 | 3 080 | 3 516 | 3 878 | 4 235 |

| 2021  | 2022  | - | - | - | - | - | - | - |
| ----- | ----- | - | - | - | - | - | - | - |
| 4 488 | 4 568 | - | - | - | - | - | - | - |

### Enseignement
Les bâtiments d'enseignement  :
- école primaire de Frères Maristes Saint-Louis[47] ;
- école primaire (école de filles)[48] ;
- maison, puis école de garçons[49] ;
- école primaire (groupe scolaire)[50] ;
- colèges à Rocbaron Cuers ;
- lycées à Cuers, Brignoles.

Puget-Ville est située dans l'académie de Nice. Elle administre une école maternelle (174 élèves en 2012-2013) et une école élémentaire  (272 élèves en 2012-2013).

### Manifestations culturelles et festivités
Trois foires sont organisées chaque année : la foire du Printemps en avril, la foire d'Automne en octobre et la foire aux Santons et aux Tarraïettes en décembre.
La commune organise par ailleurs deux fêtes : la fête du Printemps le premier mai co-organisée avec la MAP (Musique Action Puget) et la fête locale Saint-Sidoine en août.

### Santé
Professionnels et établissements de santé :
- médecins, dentiste, infirmiers, kinésithérapeutes, ostéopathes, orthophonistes ;
- pharmacie ;
- maison médicale de garde au Luc-en-Provence[53] ;
- hôpitaux à Pierrefeu-du-Var, Brignoles ;
- centre hospitalier intercommunal Toulon-La Seyne-sur-Mer ;
- hôpital d'instruction des armées Sainte-Anne, à Toulon.

### Cultes
- Culte catholique, paroisse Immaculée Conception, diocèse de Fréjus-Toulon[54],[55].

## Économie

### Revenus de la population et fiscalité
En 2010, le revenu fiscal médian par ménage était de 28 874 €, ce qui plaçait Puget-Ville au 16 096e rang parmi les 31 525 communes de plus de 39 ménages en métropole.
Chiffres clés Revenus et pauvreté des ménages en 2018 : Médiane en 2018 du revenu disponible,  par unité de consommation : 21 510 €.

### Budget et fiscalité 2023
En 2023, le budget de la commune était constitué ainsi :
- total des produits de fonctionnement : 4 380 000 €, soit 983 € par habitant ;
- total des charges de fonctionnement : 4 075 000 €, soit 914 € par habitant ;
- total des ressources d’investissement : 1 842 000 €, soit 413 € par habitant ;
- total des emplois d’investissement : 885 000 €, soit 199 € par habitant.
- endettement : 2 422 000 €, soit 543 € par habitant.

Avec les taux de fiscalité suivants :
- taxe d’habitation : 20,33 % ;
- taxe foncière sur les propriétés bâties : 33,27 % ;
- taxe foncière sur les propriétés non bâties : 71,93 % ;
- taxe additionnelle à la taxe foncière sur les propriétés non bâties : 0 % ;
- cotisation foncière des entreprises : 0,00 %.

Chiffres clés Revenus et pauvreté des ménages en 2021 : médiane en 2021 du revenu disponible, par unité de consommation : 22 840 €.

### Emploi
En 2009, la population âgée de 15 à 64 ans s'élevait à 2 267 personnes, parmi lesquelles on comptait 73,4 % d'actifs dont 65,3 % ayant un emploi et 8,1 % de chômeurs.
On comptait 510 emplois dans la zone d'emploi, contre 392 en 1999. Le nombre d'actifs ayant un emploi résidant dans la zone d'emploi étant de 1 492, l'indicateur de concentration d'emploi est de 34,2 %, ce qui signifie que la zone d'emploi offre seulement un emploi pour trois habitants actifs.

### Entreprises et commerces
Au 31 décembre 2010, Puget-Ville comptait 424 établissements : 150 dans l’agriculture-sylviculture-pêche, 19 dans l'industrie, 62 dans la construction, 155 dans le commerce-transports-services divers et 38 étaient relatifs au secteur administratif.
En 2011, 34 entreprises ont été créées à Puget-Ville, dont 26 par des autoentrepreneurs.

## Culture locale et patrimoine

### Lieux et monuments
L'inventaire général du patrimoine culturel de la France répertorie 108 édifices, notamment :
Le patrimoine religieux :

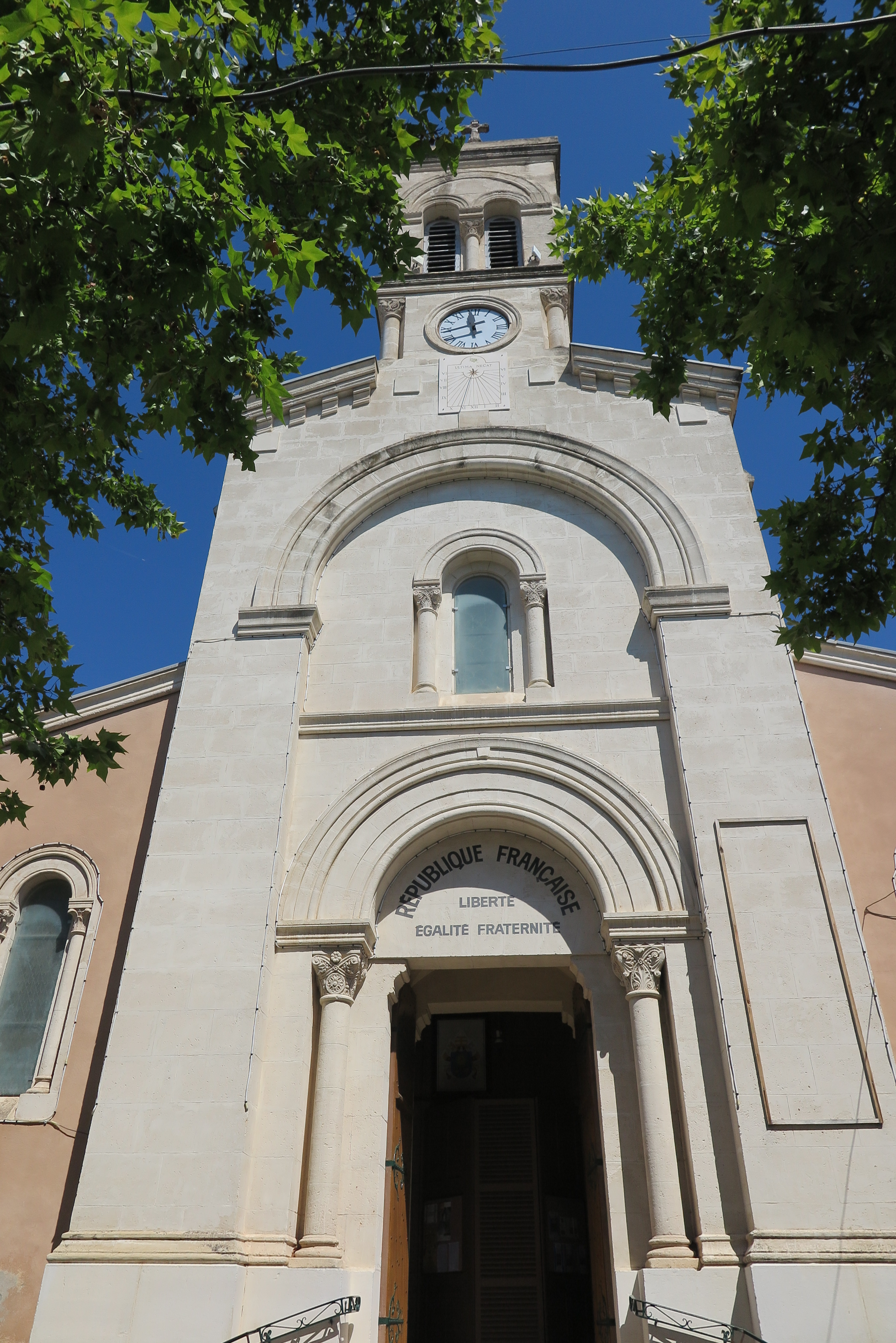
église paroissiale.

- l'église paroissiale Saint-Jacques-le-Majeur[61] de style néoroman à trois nefs datant de 1857[62] et sa cloche de 1774[63]  ;
- les nombreux oratoires et croix monumentales[64].
- Les chapelles :
  - La chapelle Sainte-Philomène[65],[66], inscrite sur l'inventaire des monuments historiques depuis le 15 mai 1925 est le seul monument historique de la commune[67],[68];
  - la chapelle Saint-Sidoine dont seul subsiste le clocher de 1763, restauré en 2012[69] ;
  - la chapelle Saint-Laurent[70] ;
  - la chapelle Saint-Louis[71] ;
  - la chapelle Saint-Clair[72].

Le patrimoine civil :
- la tour de l'horloge et sa cloche de 1774[73] ;
- le château fort dit Tour du Faucon[74],[75] ;
- le château de Gigery, ferme[76] ;
- édifice fortifié au lieu-dit le Pigeonnier[77] ;
- la maison dite le Château[78] ;
- plusieurs lavoirs et fontaines[79] dont la fontaine dite la Grosse Fontaine, de la rue de la Mairie[80] ;
- Le monument aux morts[81],[82].

Le patrimoine agricole et industriel de la commune :
- Coopérative vinicole dite Coopérative la Pugetoise[83].
- Moulin à farine[84].
- Tuilerie[85].

### Personnalités liées à la commune
- Louis Martin (1859 à Puget-Ville - 1944), homme politique, député du Var.

### Héraldique et logotype
|  | D'argent à une tour de gueules en abîme ; à la pointe, une fasce d'or avec ces mots : PUGET-VILLE, en caractère de sable. |

Sous le second Empire, vers 1866, on retrouve dans l'armorial de Provence, un blason, composé de trois pommes et d'une étoile, attribué à la commune Le Puget près Cuers. Devant l'origine inexpliquée et mystérieuse de ce blason, le conseil municipal, sous l'impulsion de Firmin Eustache décide en 1988 de reprendre le blason présentant un écu portant une tour non crénelée, blason authentifié dans l'armorial général de France de
Charles d'Hozier (1683) à la commune du « lieu du Puget ».
Le 13 septembre 1988, une délibération municipale adopte à l'unanimité le blason et sa description D'argent à une tour de gueules en abîme ; à la pointe, une fasce d'or avec ces mots : PUGET-VILLE, en caractère de sable, écu sommé d'une couronne murale à deux tours d'or, comme les communes provençales qui ne sont pas chefs-lieux.